# Setayeshoonops
Setayeshoonops là một chi nhện trong họ Oonopidae.